# 科齊亞廣場

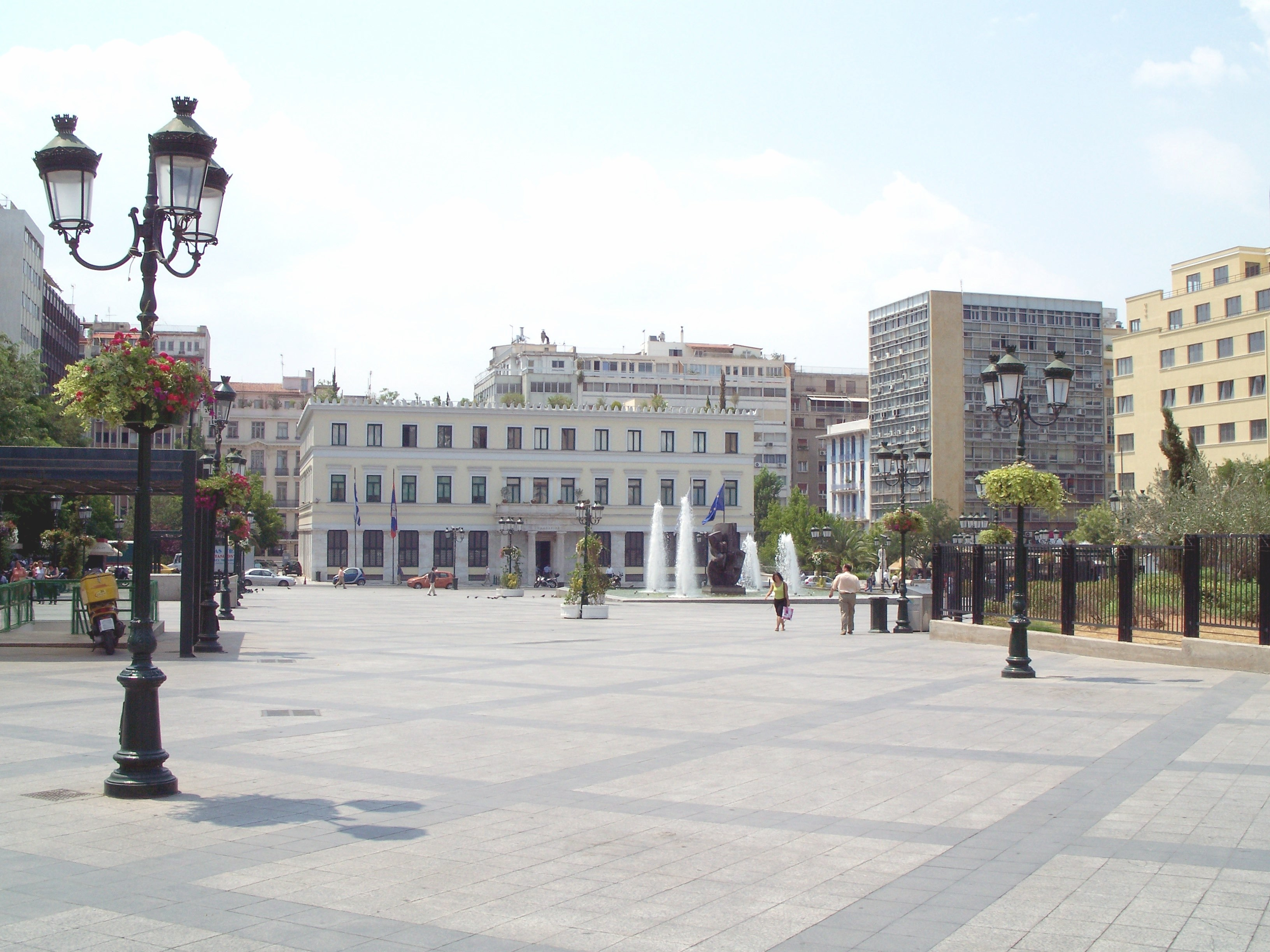
科齊亞廣場

科齊亞廣場（希臘語：Πλατεία Κοτζιά）是希臘首都雅典市中心的一座廣場。该廣場上聚集了眾多19世紀時期的新古典主義風格建築，如雅典市政廳和希臘國家銀行。廣場得名於雅典前市長Konstantinos Kotzias。科齊亞廣場修建於1974年。

## 外部連結
- Old photos of Kotzia square. （页面存档备份，存于）